# La Mort vivante
La Mort vivante est un roman de science-fiction de l'écrivain français Stefan Wul paru en 1958.

## Thématique
L'intrigue se situe dans un monde post-apocalyptique où les humains habitent sur Vénus car la Terre a été recouverte par les eaux. Seuls quelques îlots surnagent encore, notamment la crête des Pyrénées où se déroule une partie de l'action.
Menant des expériences pour ramener une morte à la vie, les personnages voient la naissance d'une créature surhumaine qui avale toute vie et l'incorpore, devenant chaque fois plus grande et plus forte. Le roman se termine sur le voyage de la créature pour Vénus, où elle compte continuer d'aspirer toute vie...
- se situant dans un monde post-apocalyptique, il raconte une nouvelle apocalypse
- il préfigure en 1958 la psychose actuelle sur le pouvoir de la science, notamment dans le domaine de la médecine et de la biologie
- son style mêle des scènes d'action très vivantes à des considérations neutres du narrateur
- l'alternance de scènes calmes et de scènes d'action très intenses donne une dimension « cinématographique » au roman

## Éditions françaises
- Fleuve noir, coll. « Anticipation » no 113, couverture de René Brantonne, 1958 ;
- dans Œuvres, Robert Laffont, coll. « Ailleurs et Demain - Classiques » no 1, 1970, rééditions en 1971 et 1984  (ISBN 2-221-04162-3);
- Pocket, coll. « Science-fiction » no 5038, couverture de Wojtek Siudmak, 1979  (ISBN 2-266-00628-2) ;
- Denoël, coll. « Présence du futur » no 571, couverture de Jean-Yves Kervévan, 1996  (ISBN 2-207-50578-2) ;
- dans Œuvres complètes - 2, Lefrancq, coll. « Volumes », 1997  (ISBN 2-87153-451-9) ;
- dans Stefan Wul – L'Intégrale, tome 1, Bragelonne, coll. « Trésors de la SF », 2013  (ISBN 978-2-35294-630-4).

## Traductions

### En portugais
- (pt) O Império dos Mutantes, Livros do Brasil, coll. « Argonauta » (no 107), 1966.

## Bandes dessinées
- La Mort vivante (scénario : Olivier Vatine / dessin : Alberto Varanda / couleurs : Isabelle Rabarot et Olivier Vatine / Comix Buro /  (ISBN 9782344030790) / Dépôt légal = août 2018)